# Eggenstedt
Eggenstedt, in het Platduits Ejjenstee is een plaats en voormalige gemeente in de Duitse deelstaat Saksen-Anhalt, en maakt deel uit van de Landkreis Börde.
Eggenstedt telt 277 inwoners. In Eggenstedt ontspringt de Aller.

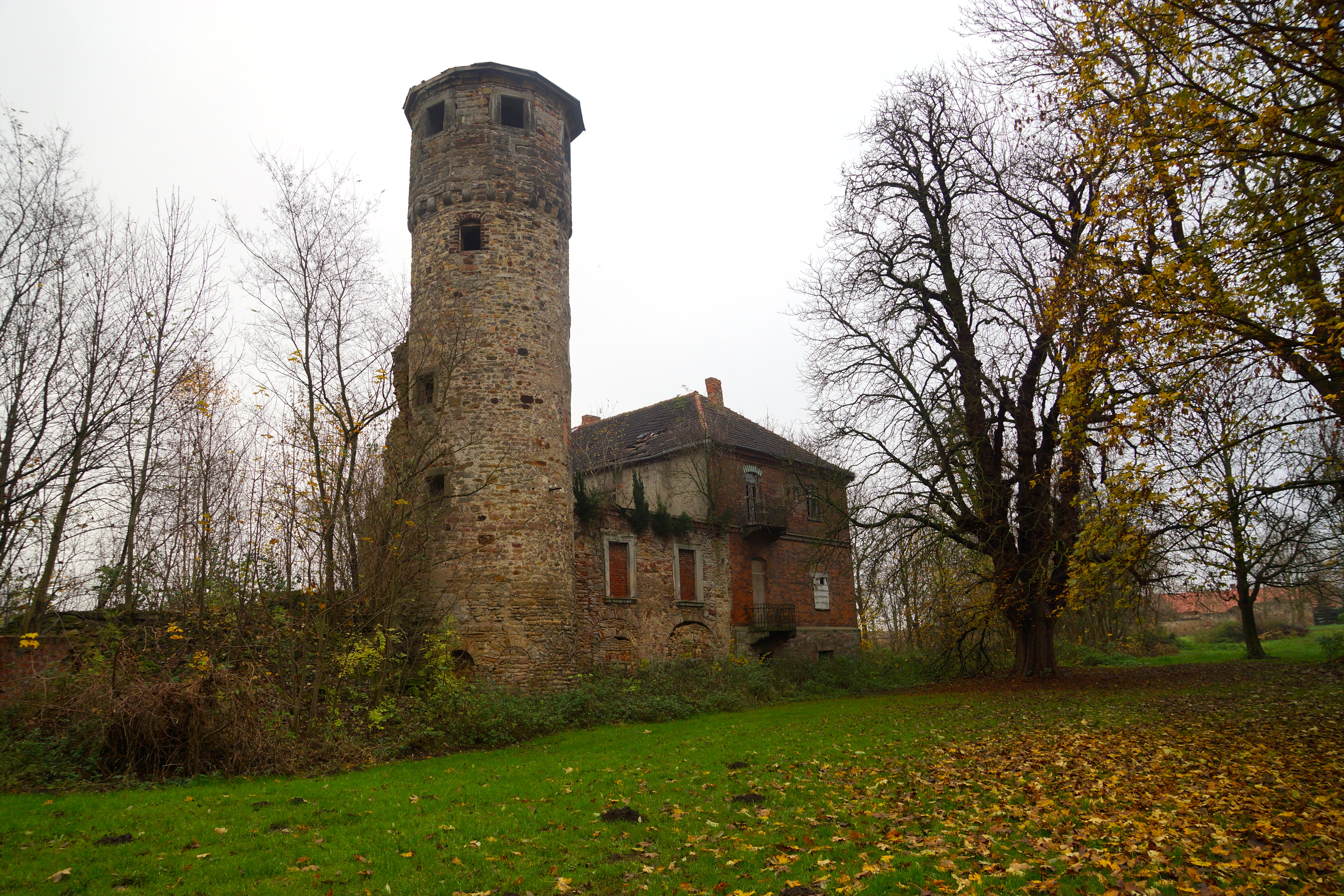
Ruïne van Slot Eggenstedt